# Тьока, Маморалло
Маморалло Тьока — легкоатлетка Лесото, бегунья на длинные дистанции.
Первыми международными соревнованиями для неё стал чемпионат мира среди юношей 2001 года. На чемпионате она выступила в беге на 1500 метров, но не смогла выйти в финал. На Олимпиаде 2008 года выступала в марафоне, но не смогла закончить дистанцию. На Олимпийских играх 2012 года финишировала на 89-м месте в марафоне — 2:43.15.
Была знаменосцем сборной Лесото на церемонии открытия Олимпийских игр в Лондоне.